# Sei solo tu
Sei solo tu é uma canção gravada e interpretada pelo cantor italiano Nek em dueto com a cantora italiana Laura Pausini.
É o primeiro single, lançado em maio de 2002 que antecipa o lançamento do álbum Le cose da difendere, de Nek.

## Informações
A letra e a música são de autoria de Nek e Cheope.
Laura Pausini e Nek se encontraram pela primeira vez em 1993 no Festival de Sanremo na categoria Novas propóstas, onde Nek terminou na terceira colocação com a canção In te, enquanto Laura Pausini conquistou a vitória com a canção La solitudine. A colaboração entre os dois iniciou em 2001 quando Laura Pausini convidou Nek para participar do álbum The Best of Laura Pausini: E ritorno da te na qualidade de baixista na canção Non c'è. No ano seguinte, para retribuir o convite, Nek convida Laura Pausini para participar do álbum Le cose da difendere, e dessa colaboração nasce a canção Sei solo tu.
A canção possui uma versão em língua espanhola intitulada Tan solo tú, inserida no álbum Las cosas que defenderé e lançada como primeiro single na Espanha.
Foram realizados os videoclips das duas versões, em italiano e em espanhol.

## Faixas
| CD single - Promo 0927461282 - Warner Music Europa (2002) 1. Sei solo tu (Dueto com Laura Pausini) 2. Sei solo tu (Instrumental) 3. En el tren | CD single - 0809274855725 Warner Music França (2002) 1. Sei solo tu (Dueto com Laura Pausini) 2. Laura non c'è CD single - Promo 3158 - Warner Music Espanha (2002) 1. Tan solo tu (Dueto com Laura Pausini) |

## Desempenho nas tabelas musicais
| Paradas (2002)                            | Melhor posição |
| ----------------------------------------- | -------------- |
| Estados Unidos (Billboard Latin Pop Song) | 17             |
| Estados Unidos (Billboard Latin Song)     | 36             |
| França                                    | 55             |
| Itália                                    | 3              |
| Suíça                                     | 46             |

## Informações adicionais
Sei solo tu foi inserida também em versão solista, cantada apenas por Nek, nos álbuns "The Best of Nek - L'anno zero" e "E da qui - Greatest Hits 1992-2010".